# تسويوشي أوتسوكي
تسويوشي أوتسوكي (باليابانية: 大槻 毅) (مواليد 1 ديسمبر 1972)، هو لاعب كرة قدم ياباني معتزل.

## وصلات خارجية
- تسويوشي أوتسوكي على موقع قاعدة بيانات كرة القدم.إي يو (الإنجليزية)
- تسويوشي أوتسوكي على موقع Soccerway.com (الإنجليزية)
- تسويوشي أوتسوكي على موقع عالم كرة القدم.نت (الإنجليزية)